# Tephrina fasciata
Tephrina fasciata là một loài bướm đêm trong họ Geometridae.